# Absolutely Free Festival
Absolutely Free Festival (AFF) is een gratis toegankelijk tweedaags muziekfestival in de openlucht voor nieuwe bands en dwarse genres op C-Mine in Genk. Er is veel aandacht voor ecologie en gezonde voeding. 
Artiesten die op Absolutely Free optraden zijn onder andere Thurston Moore (Sonic Youth), Wire, Girls Against Boys, Derrick May, Luke Slater, Blood Red Shoes, Joe Lally (Fugazi), Monika Kruse, Wolf People, King Charles, Tim Vanhamel, Miss Li, SX en Ian Pooley. Absolutely Free Festival is genoemd naar de gelijknamige plaat (Absolutely Free) van The Mothers of Invention (Frank Zappa).

## Nominatie
In 2010, 2011, 2012 en 2013 werd het Absolutely Free Festival genomineerd voor de European Festival Awards in de rubriek Best Small Festival. In 2012 stootte het festival tevens door naar de shortlist in de categorie 'Best Small Festival', maar legde bij de laatste 10 de duimen voor het Poolse Tauron New Music. In 2012 kreeg het AFF persaandacht om haar "batterijenactie", waarbij toeschouwers de toegangsprijs konden en kunnen betalen door drie lege batterijen te deponeren. AFF kreeg voor dit concept op 13 december 2012 de OVAM Groene Vent Award.

## Affiches
2025: Porridge Radio (UK), Warmduscher (UK), SUUNS (CA), Deerhoof (US), Getdown Services (UK), Dame Area (ES), Honeyglaze (UK), Library Card (NL), leather.head (UK), Mojo & The Kitchen Brothers, Σtella (GR), Uwase, Julie Rains, TJE, Jennifur, Félicette, e.a.
2024: The Murder Capital (IE), Gilla Band (IE), The Bony King Of Nowhere, Snapped Ankles (UK), Sheer Mag (US), Ghostwoman (CA), Gurriers (IE), Tramhaus (NL), Hotline TNT (US), Ditz (UK), Maria Iskariot, Porcelain ID, Affaire, Ashley Morgan, Bloed, De Mond, Discohans, Eosine, Fantom, Francis Of Delirium ((LU), Her, Holiday Ghosts, Humour (UK), Leo Vincent, Lézard, Lifeguard (US), Lintworm, Marathon (NL), Neptune Bloom, Parks, Piffy, Soft Boy, Sukilove, Waste, Wixcakes, Youniss
2023: Beak> (UK), Protomartyr (US), Dan Deacon (US), Porridge Radio (UK), King Hannah (US), Gaye Su Akyol (TR), Lander & Adriaan, Deadletter (UK), Personal Trainer (NL), Avalanche Kaito, Horse Lords (US), Fat Dog (UK), Lambrini Girls (UK), Mayorga, Ada Oda, DJ Eppo, Baby's Berserk (NL), Ão, Kleine Crack & Slagter, Movulango, 30,000 Monkies, Elephant (NL), The Christian Club, Sergeant, The Love, Purrses, Novgrod, Egidius, Affaire, Bløssom, Slowcooker, Plush Baby, Moenen & Mariken, Steve, Hanne
2022: Omar Souleyman (SY), Efterklang (DK), Gilla Band (IE), Dirk., Whispering Sons, Bolis Pupul, ILA, YĪN YĪN (NL), Jan Verstraeten, Dijf Sanders, Asa Moto, Vermin Twins, Pink Siifu & Negro 6'! (US), David Numwami, Scalping (UK), Tramhaus (NL), Pothamus, Promis3, Unschooling (FR), The Yummy Mouths, Dishwasher, Frankie Traandruppel, a fungus (NL), Dienne Bogaerts, Loverman, Brorlab, Monks., Sevens, SCALER, LũpḁGangGang, Bobbi Lu, Batsmasher, Jack Vamp & The Castle Of Creep, Bontridders, Caspar Auwerkerken, Koala Disco, Ayra
2021 (Terug naar AFF): The Guru Guru, Personal Trainer (NL), Nordmann, Vieze Meisje (NL), Victor De Roo, Lander & Adriaan, Aili x Transistorcake, Tukan, Pikington United, Mattias De Craene, Osaka Riot, Stoop Kid, Shoko Igarashi, Meetsysteem (NL), Yokocho, Camille Camille, Aster, Lo-Lee-Ta, Niels Orens, Furo
2019: John Parish (UK), Joy Orbison (UK), Blanck Mass (UK), Let's Eat Grandma (UK), The Bony King Of Nowhere, The Mauskovic Dance Band (NL), Byron The Aquarius (US), Psychedelic Porn Crumpets (AUS), YĪN YĪN (NL), Pip Blom (NL), Borokov Borokov, Lander Gyselinck solo/live, Newmoon, Lewsberg (NL), DTM Funk, Gameboyz II Men (Dijf Sanders x Micha Volders), El Yunque, Tristan, DJ Eppo Janssen, Vito, Bolt Ruin, Slumberland, Sergeant, San Soda,  Ratmosphere, Philemon, Pink Room, Hamers, Crowned Oaks
2018: Sun Kil Moon (US), Derrick Carter (US), Deetron (CH), Algiers (US), Eefje de Visser (NL), Gruppo Di Pawlowski, Huerco S. (US), OMNI (US), Dinner (DK), Dijf Sanders, Le Motel, The Homesick (NL), SHHT, DJ Eppo Janssen, Kong (B), Lander Gyselinck dj-set, Few Bits, Naomi Velissariou "Permanent Destruction", Public Psyche, Susobrino, Fornet, Catbug (NL), Timmerman, Peuk, Youff, ILA, Sunflower, Pavlove, Ugly Weirdo, Capibara, Low Land Home
2017: The Notwist (DE), George Fitzgerald (UK), King Khan & The Shrines (CA), Jessy Lanza (CA), Sinkane (US), Ross From Friends (UK), BRNS, San Soda, Hypochristmutreefuzz, Will Samson (UK), Hush Hefner, Whispering Sons, LUWTEN (NL), Uniform (US), DJ Eppo Janssen, Bad Breeding (UK), Pional (SP), (The Germans, Kim Janssen (NL), Dead Neanderthals (NL), El Yunque, Fornet, Rhinos Are People Too, Baby Galaxy (NL), Six Hands, Solco, Monolithe Noir, Jewels, EXPLORE, Schaduwland
2016: Blood Red Shoes (UK), Derrick May (US), Jacco Gardner (NL), Raketkanon, Eagulls (UK), Ryan Elliott (US), Jaakko Eino Kalevi (FI), N.A.H. (US), Interstellar Funk (NL), Fence, It It Anita, Cocaine Piss, DJ Slow, Astronaute, Krankland, Kasablanka, DJ Eppo Janssen, The Guru Guru, Sheridan, Leonore, Mister Tweeks, Richelle, Private Family, Crying Boys Cafe, Universe, Kijumba
2015: Wire (UK), Monika Kruse (DE), Iceage (DK), Archie Bronson Outfit (UK), Peter Broderick (US), Benjamin Damage (UK), Marquis Hawkes (UK), Peter Kernel (CH), Bed Rugs, I will, I swear, DJ Faisal, Double Veterans, Amongster, Gewelt, El Yunque, Piquet, Up High Collective, La Jungle, DJ Eppo Janssen, Blægger, Mind Rays, Winterslag, Seizoensklanken, Supergenius, Benefactors, Onmens
2014: Thurston Moore (US), Luke Slater (UK), De Staat (NL), Yuck (UK), Fanfarlo (UK), Madensuyu, Warhola, The Prospects, Blaue Blume (DK), Pierre, Robbing Millions, Hypochristmutreefuzz, Oaktree, WSSRT b2b EFFIX, Gewelt, JFJ, Benefactors, Faces On TV, 30.000 Monkies, Samowar, Go March, Bazart, Vice Club, Spookhuisje, Benefactors, John Heckle (UK)
2013: Girls Against Boys (US), Derrick May (US), TOY (UK), Concrete Knives (FR), Reiziger, PAON, Japan4, Vondelpark (UK), The Sha-La-Lee's, Ian Clement, Condor Gruppe, Syndrome, Isbells, Flying Horseman, Jacob Korn (D), Le Colisée, Kiani & his Legion, DJ TomaZ, Manngold, Neon Cardboard, Pierre, RED D, The Spectors, Longlost, Hindu Radio DJs, Ninjato, woolly
2012: Wolf People (UK), Ian Pooley (D), Dez Mona, LeFtO, The Bony King Of Nowhere solo, Sky Castles, The Dukes, Float Fall, Benny Zen the Recording Artist featuring the Syphilis Madmen, BRNS, Fence, Faisal, Rhinos Are People Too, The Guru Guru, Mr. Critical, The Plumps, Fungus, Dans Dans, Cashmere, Sleep Party People (DK), Pomrad, Elephants Elephants, Head Full Of Flames, Charles Frail (NL), Oh Burgundy, Mad About Mountains, Lewis Floyd Henry (UK).
2011: The Phantom Band (UK), Ultrasonic 7, The Virginmarys (UK), Joe Lally (USA), Title ft Delv!s, The Random Ten, Spokes (UK), The Method (UK), Psycho 44, Oscar & The Wolf, Horse Antlers, Low Vertical, Rones, The Brothers Deere, Luik (NL), Statue, Vincent&Jules, Laughing Academy, Sleaze Motif, Bearsuit, Astronaute, , Kenn Colt, feetfetish, Toni & De Kadhafis, The Prospects, The C.A.B., Jackie K.
2010: King Charles (UK), The Bony King Of Nowhere, The Sedan Vault, Sukilove, Pitchtuner (D/JPN), Marble Sounds, The Black Atlantic (USA/NL), Het Gloren (NL), Drums Are for Parades, Flying Horseman, The Rott Childs, The Brothers Deere, The Boiler Men, SX, Rebounce, Horses, Sir Yes Sir, The Catatonics, Palomine, Norma, Statue, Oswald, Tequila Waitress, The Well-Bred Hippoes, Swamp Captain, Vincent&Jules, Six Hands.
2009: Miss Li (SE), Tim Vanhamel vs Vermin Twins, Krakow, Creature with the Atom Brain, We vs Death (NL), The Sore Losers, Tour, BoyShouting, Chitlin' Fooks, Yuko, Blackie & The Oohoos, Superlijm, Douglas Firs, Mrs Hyde, SardoniS, Das Munich, Joni Sheila, Plexus, Gogo Monkey Squad, Dodgy Curvin's, One Flamingo Down, Rosa Parks' Private Bus Seat, Jack In The Box, Lili Grace, The Rhythm Beats, The Strzebonsky Noizescene.
2008: The Tellers, The Cedars (UK), Krakow, Pieter-Jan De Smet, Kiss the Anus of a Black Cat, Peter Houben (ex-Nemo), Roadburg, Velcronic, Mon-O-Phone, Boyshouting, Birds That Change Colour, The Bear That Wasn't, Winterslag, Zoot, Black Cassette, The Lazy Freeloaders en Black 'n Bones.
2000: Eden, The Seatsniffers, Cliff Willy & Zijn Podiumboys, Golden Green, Mint, Yearn, Zia, John Tennis, Saveloy.
1999: Gorki, El Fish, Star Industry, Nostoc, Polzki Fiat, Electrified, Suburb@n Club, Gre@, Party Poopers.
1998: Eden, Belgian Asociality, De Bossen, Chief Joseph, Abundanza, C.N.N., Supergum, Electrified, Nasty Dogs, Salome.
1997: De Mens, Hoodoo Club, Underdog!?, Sheffield Wednesday, Panoramic, The Hangovers, Ivy, Mighty Moon, Pelican Gush.
1996: Mad Dog Loose, Dildo Warheads, Sexmachines, Blue Buzz, Rebel Wac, Lokkiwoot, Nude, Prejudice, Tricycle.
1995: Sweater, Fruitcake Freddy, Moj Owsi, Ex-Friend, My Sweet Sister, Eels For Pleasure, Crudités (NL), Wise Men Of Gotham, Goblin.
1994: Adelmo Fuzzy, Viva Vinyl, Frank De Roeck, Fruitcake Freddy, Limonade Joe, Stick, Perfume Garden, Ghostbitch, No Ticket.